# A672-es autópálya (Németország)

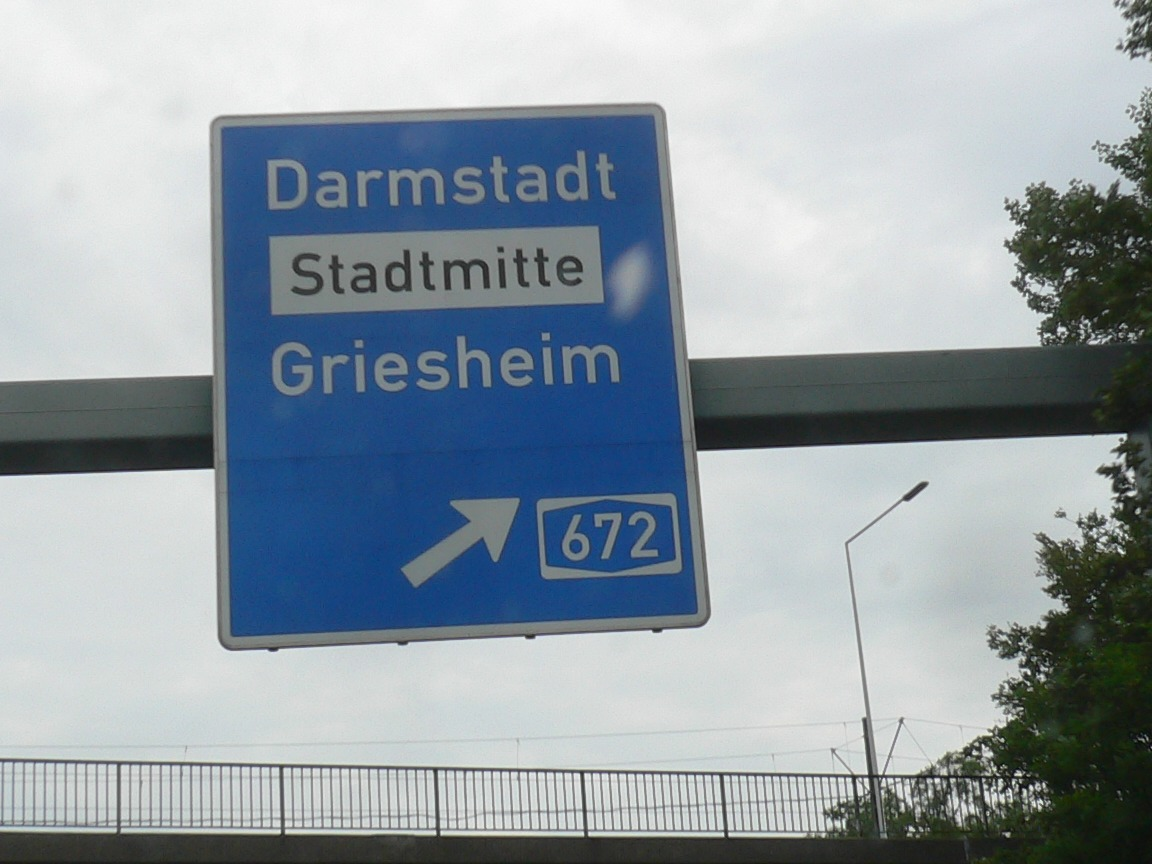
Az A67 táblája az az A672 elágazásáról

Az A672 (németül: Bundesautobahn 672, azaz BAB 672 vagy A672) egy autópálya Németországban, amely Darmstadt városában van, a B26 kereszteződésénél. Az A67-es út elágazása, mely Darmstadtban tesz meg 2,6 kilométert. Az út nem része egy európai útnak se.

## Útja
Útja az A67 Darmstadt / Griesheim-i elágazásánál kezdődik. Ezután áthalad az A5-ös alatt, ahol igaz kereszteződés van, de csak mint egy háromszögnél (elágazásnál) lévő kereszteződés szerint lehet lehajtani.

## Története
Az A67 elágazásaként építették az A67 építésének idején, vagyis a B26 egy részét autópályává építették át.

## Díjfizetés
Mint ahogyan egész Németországban, itt is ingyenes az autópálya használata.

## Sávok
Az út végig, az A67 elágazásától Darmstadtig 2 sávos.